# Сава Богоугодник
Сава Печерски богоугодник (13. век) је монах, Кијево-Печерског манастира, чудотворац. Православни светитељ, поштован међу светима.
Руска православна црква га помиње у 2. недељу Великог поста - на Сабору свих преподобних отаца Кијево-Печерских и свих светих који су засијали у Малој Русији; и 7. маја (24. април по старом календару) – спомен монаха Саве Богоугодника, на дан светог мученика Саве Стратилата и  11. октобра (28. септембра) - у Сабору Преосвећених отаца Кијево-Печерских блиских пећина.
Постоје заједнички тропар и кондак Светог Алексеја Самотњака и Саве Печерског.

## Живот
Печерски монах Сава подвизавао се у Блиским пећинама Кијевопечерског манастира у 13. веку. О животу и подвизима преподобног подвижника сачувано је врло мало података. Житије Светог Саве у Кијевско-печерском патерикону 1661 архимандрит. Иноћентије (Гизел) није описао. У књизи монаха Печерске лавре Атанасија Калнофојског „Тератургима“, објављеној 1638. године, на карти Блиских пећина помиње се као „Св. монах Сава Чудотворац“, а 1661. и 1703. године као „Сава Чудотворац“.

## Реликвије
Нетрулежне мошти Светог Саве Печерског налазе се у Блиским (Антонијевим) пећинама Кијевопечерске лавре. На савременој шематској карти из 2004. Блиске пећине су наведене под бројем 19.